# Daniel Theis
Daniel Theis (ur. 4 kwietnia 1992 w Salzgitter) – niemiecki koszykarz, występujący na pozycjach silnego skrzydłowego lub środkowego, od 2023 zawodnik klubu Los Angeles Clippers.

## Kariera sportowa
25 marca 2021 trafił w wyniku wymiany do Chicago Bulls. 7 sierpnia 2021 dołączył do Houston Rockets. 10 lutego 2022 został wytransferowany do Boston Celtics. 9 lipca 2022 został wymieniony do zespołu Indiana Pacers. 17 listopada 2023 zawarł umowę z Los Angeles Clippers.

## Osiągnięcia
Stan na 22 listopada 2023, na podstawie, o ile nie zaznaczono inaczej.

### Drużynowe
- Mistrz Niemiec (2015–2017)
- Zdobywca:
  - pucharu Niemiec (2017)
  - Superpucharu Niemiec (2015)
- Finalista:
  - pucharu Niemiec (2011, 2013, 2014, 2015)
  - superpucharu Niemiec (2011, 2012)
- 4. miejsce w pucharze Niemiec (2012)
- Uczestnik rozgrywek:
  - Euroligi (2015–2017)
  - Eurocup (2012–2015)

### Indywidualne
- Obrońca roku ligi niemieckiej (2017)
- Najlepszy:
  - niemiecki zawodnik ligi niemieckiej (2016)
  - młody zawodnik ligi niemieckiej (2014)
- Najbardziej efektywny zawodnik ligi niemieckiej (2016)
- Uczestnik meczu gwiazd ligi niemieckiej (2014–2017)
- Zaliczony do II składu ligi niemieckiej (2016)

### Reprezentacja
- Mistrz świata (2023)[9]
- Uczestnik:
  - kwalifikacji do Eurobasketu (2014, 2016)
  - mistrzostw Europy U–20 (2011 – 5. miejsce, 2012 – 5. miejsce)
- Współlider igrzysk olimpijskich w skutecznosci rzutów wolnych (2024 – 100%)[10]